# چلوله
چلوله (به ایتالیایی: Cellole) یک کومونه در ایتالیا است که در استان کسرتا واقع شده‌است.

## خصوصیات
چلوله ۳۵٫۰ کیلومترمربع مساحت و ۷٬۵۶۰ نفر جمعیت دارد و ۱۷ متر بالاتر از سطح دریا واقع شده‌است.